# Charles Sheaves

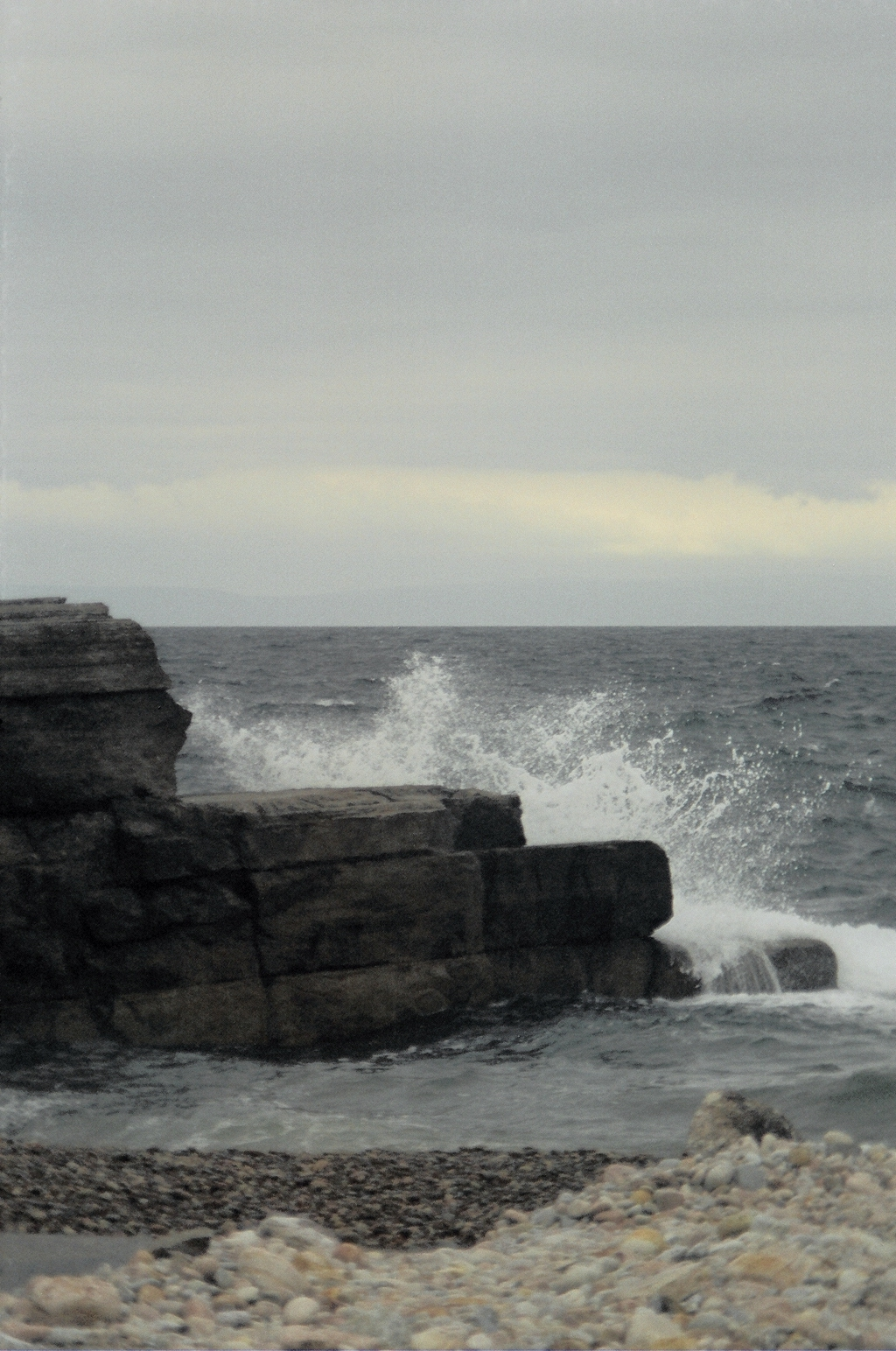
Un aspect de Charles Sheaves.

Charles Sheaves (Aussi appelée Sheaves Cove,) est une municipalité, située sur la péninsule de Port-au-Port de l'Île de Terre-Neuve, dans la province de Terre-Neuve-et-Labrador, au Canada. Elle tient son nom d'un des premiers habitants, arrivé au milieu du XVIIIe siècle.
L'endroit est renommé pour les chutes cachées (Hidden Falls), des chutes d'eau au bord de la mer.

## Municipalités limitrophes